# SG-302 Szczecin
Zasugerowano, aby zintegrować ten artykuł z artykułem ORP Szczecin (dyskusja). Nie opisano powodu propozycji integracji.
SG-302 Szczecin (302) – współczesny polski okręt patrolowy projektu 205, typu Osa-I. Ex. kuter rakietowy ORP Szczecin (425), podniesienie bandery PMW: 17 stycznia 1966 podniesienie bandery WOP: 20 września 1990
Przeniesienie z PMW (WOP) do Straży Granicznej w dniu: 18 czerwca 1991 r.

## Opis jednostki
Przebudowa kutrów rakietowych projektu 205 na okręty patrolowe w Stoczni Marynarki Wojennej była bardzo gruntowna. Zdemontowano z nich hangary-wyrzutnie rakiet przeciw okrętowych, wyrzutnię WM-4 rakiet przeciwlotniczych Strzała-2M, dwie podwójne automatyczne armaty 30 mm AK-230, stację radiolokacyjną wykrywania celów Rangout (Square Tie), radar kierowania ogniem artylerii MR-104 Ryś(Drum Tilt), system rozpoznawczy "swój-obcy" Nichrom-RR oraz system kierowania strzelaniem rakietowym Klon-205. Odcięcie hangarów-wyrzutni spowodowało nadanie obiegowej nazwy "obrzyn".
Dużych zmian dokonano również wewnątrz kadłuba jak i pokładówki. Dziobowe pomieszczenia marynarzy zamieniono na pomieszczenie inspektora i blok socjalny (szafki marynarzy na prawej burcie). W skrajniku rufowym dodano zbiorniki ze słodką wodą. W pomieszczeniach po wyposażeniu rakietowym, powstała messa oficerska oraz magazyn żywnościowy. SG-302 był w najlepszym stanie technicznym z okrętów przebudowanych. W okresie wrzesień 1990 do kwiecień 1991, jednostka odbyła dwa patrole pięciodniowe na granicy polskiej strefy ekonomicznej Morza Bałtyckiego oraz jedna interwencja alarmowa na przylądku Rozewie. Okręty miały bardzo duże zużycie paliwa przez co ich eksploatacja była droga, wszystkie zostały wycofane do 1996 r.

## Charakterystyka techniczna
- wymiary główne
  - długość: 38,5 m
  - szerokość:  7,6 m
  - zanurzenie:  2,7 m
- wyporność
  - maksymalna: 250,5 t
- prędkość
  - maksymalna: 39,5 w
- zasięg
  - ekonomiczny: 830 Mm (5 dób)

- napęd główny
  - 3 silniki wysokoprężne M503A3 o mocy 2940 kW (4000 KM) przy 2200 obr./min

i mocy ekonomicznej 2210 kW (3000 KM) przy 1900 obr./min każdy, 42-cylindrowe
w układzie gwiazdy, napędzające 3 śruby napędowe.
- zespoły prądotwórcze
  - 1 zespół DG-75,składający się z silnika wysokoprężnego 6Cz i prądnicy P92M
  - 2 zespoły DG43/13,składające się z silnika wysokoprężnego 6Cz i prądnicy P82M
- urządzenia sterowe
  - 3 stery
- Zapasy
  - paliwo: 56 t
  - woda słodka: 1,5 t

## Uzbrojenie
- 1xII armata 25mm 2M-3M
- broń ręczna

Wyposażenie radiolokacyjne i obserwacji technicznej
- radar nawigacyjny SRN
- radar nawigacyjny SRN-207M

Urządzenia radionawigacji, elektronawigacji i radiokomunikacji
- radionamiernik Pirs-2
- Navstar 2000
- radiotelefon UKF FM-309/K

## Załoga
- 15 do 20 oficerów,podoficerów i marynarzy
- Służba na jednostkach była trudna, lecz mniej uciążliwa w porównaniu z kutrami rakietowymi, w dużym stopniu poprawione warunki socjalno-bytowe załogi związane były z mniejszą liczbą załogi okrętu (ok.10 osób), szafki marynarskie oraz umundurowanie sztormowe.

## Spis jednostek
- SG-301 "Gdynia" ex.rakiet.(423), ex.patro.WOP (301)
- SG-302 "Szczecin" ex.rakiet.(425), ex.patro.WOP (302)
- SG-303 "Elbląg" ex.rakiet.(426), ex.patro.WOP (303)